# Felicie Hüni-Mihacsek
Felicie Hüni-Mihacsek (3 de abril de 1891, Pécs, Austria-Hungría - 26 de marzo de 1976, Múnich, R.F.A.) fue una soprano, húngara considerada una de las mejores exponentes de Mozart en la época de entreguerras.
Estudió en Viena con Rose Papier y debutó en Hamburgo en 1916. En 1919 debutó en la Staatsoper de Viena en el estreno de La mujer sin sombra de Richard Strauss donde cantó hasta 1925. Desde 1926 cantó en Múnich donde permaneció hasta 1945.
Fue famosa como Konstanze en  El rapto en el serrallo, Las bodas de Fígaro, Donna Anna en Don Giovanni,Fiordiligi en Cosi fan tutte, y Pamina y Reina de la noche en La flauta mágica.
Actuó en el Festival de Salzburgo, Fráncfort del Meno, Dresde, Zúrich, Londres, Praga y Budapest.
Otros papeles fueron Eva en Die Meistersinger von Nürnberg, Gilda, Sieglinde, Ariadne auf Naxos y Der Rosenkavalier.
Luego de 1945 se dedicó a la enseñanza - entre sus pupilos estuvo Christa Ludwig, se despidió como La mariscala en El caballero de la rosa en 1953.
Estuvo casada con el industrial Albert Hüni.